# ゲキ・ガンガー3
『ゲキ・ガンガー3』（ゲキ・ガンガースリー）は、テレビアニメ『機動戦艦ナデシコ』に登場するロボットアニメの劇中劇。
1998年にはOVA『ゲキ・ガンガー3 熱血大決戦!!』が発売された。

## 設定
『機動戦艦ナデシコ』世界における21世紀後半（作品の時代設定の100年程度前）に制作されたロボットアニメ作品。全39話が制作され、27話以降は『熱血ロボ ゲキ・ガンガー3』にタイトル変更されている。本来なら4クールの予定だった。その理由は放送時間変更による視聴率低下や、ゲキ・ガンガーVがゲキ・ガンガー3よりデザイン的に見劣りする、などの理由による。もし打ち切られなかった場合、4クールで超古代縄文人との因縁を描く予定だったという（それに関しては、「劇場版」でほぼ補完されている）。また、初回放送よりも再放送で人気が上がったとされている。
『ナデシコ』の主人公テンカワ・アキト及び、友人のダイゴウジ・ガイ（ヤマダ・ジロウ）は、自機の武器に必殺技の名前をつけるなど『ゲキ・ガンガー3』のファンである。特にガイは、本名がヤマダ・ジロウであるにもかかわらず「魂の名前」と称して偽名（ダイゴウジ・ガイ）を名乗るほどであり、その熱狂振りは周囲をあきれさせていた。また、この2人の影響でナデシコ艦内ではちょっとしたゲキ・ガンガーブームが起きており、イベントのたびに何かしらの形でその名が登場する。ガイがビデオ上映会を開いた際のナデシコクルー達の反応は極めて冷ややかだったが、後に白鳥九十九が持って来た「特別編集版 熱闘編」を上映した時は打って変わって大好評であり、それまで全く興味を示さなかったクルー達までをも感動の渦に巻き込んでいた。なお、アキトは27話以降を知らず、ガイによって初めて知らされている（「27話以降は放送時間が変更になった」という設定のため）。またガイのコレクションにあった第39話（最終回）についてはアキトはあえて見ようとはしなかった。これは「最終回を見ちゃうと『自分の中のゲキ・ガンガー』も終わっちゃう気がする」というのが理由で、後に和平特使としてナデシコに乗船した白鳥九十九と出会うことで見る決心をする。アキトはその最終回について「そりゃあ、ひどい話だった」と酷評していたが、これは最終回において過去に死亡したキャラクターが突然復活した事が、親友を失ったアキトには受け入れがたかった為だと思われる。但し、その後で「ひどい話だったけどゾクゾクした。ゲキ・ガンガーを好きだった俺の気持ち、熱血を信じた俺の気持ちを信じたい」と、やはりゲキ・ガンガーが好きだいう意思を語っている。
一方、敵である木連側では国民的アニメとなっており、一種の聖典ともなっている。これは、元々の娯楽の少なさに加え（木星への脱出時に、持ち出せていた娯楽作品が『ゲキ・ガンガー3』しかなかった）、軍部が戦意高揚（勧善懲悪の分かりやすい展開を、意図的に曲解した）にゲキ・ガンガーを用いたことに起因しており、木連国民のメンタリティに多大な影響を及ぼしている。特に軍人の熱狂ぶりはすさまじく、ヒロイン国分寺ナナコのブロマイドを携帯し、兵器や戦闘服のデザインまでゲキ・ガンガー一色となっている（ナデシコ側も木連側の人型兵器について「ゲキガンタイプ」と呼称していた）。それゆえか既に劣化して見られなくなったアニメフィルムの修復に勤しんでいる（脱出時に全話持ち出せていたわけではないので、欠番が生じている。そのため、ガイのコレクションを見て木連の白鳥九十九らは狂喜し、コピーしていた）。
また、14話「『熱血アニメ』でいこう」ではゲキ・ガンガー3世界でテレビアニメとして『機動戦艦ナデシコ』が放送されており（実際に研究所のテレビでケンたちが見ているシーンがある）、ナデシコ本編での「ゲキ・ガンガー3＝機動戦艦ナデシコ世界の劇中劇」ではなく、逆に「機動戦艦ナデシコ＝ゲキ・ガンガー3世界の劇中劇」とも取れる内容になっている（もっとも、その回はそれを見ているナデシコクルーという形で終わるパロディ的な回となっている）。

## ストーリー
暗黒紐宇宙にある「キョアック星」はこれまで宇宙の多くの星を侵略し、配下に収めてきた。そしてその魔の手は地球にも差し迫っていた。ちょうどその頃、国分寺博士はオーバーテクノロジーを持つ「超古代縄文人」がキョアック星人の侵略を予期して描いたという巨大ロボットの壁画をもとに、合体ロボット「ゲキ・ガンガー3」を作り上げた。地球の緑を守るため、ゲキ・ガンガー3はキョアック星人の「メカ怪獣」と死闘を繰り広げる。

## 登場人物
キャストのほとんどに、『機動戦艦ナデシコ』の出演声優を起用している。

### パイロットたち
天空ケン
声：真殿光昭
ゲキ・ガンガー3およびゲキ・ガンガーVのメインパイロット。青雲学園3年。曲がった事が大嫌いな、熱血精神にあふれる好青年。空手と剣道の使い手でもある。
海燕ジョー
声：小野健一
ウミガンガーのパイロット。クールな男だが内に秘めた闘志はケン以上。実は地球人とジュエル星人のハーフ。第27話で命を落とす。
大地アキラ
声：飛田展男
リクガンガーおよびパワーガンガーのパイロット。学ランに下駄履き姿がトレードマーク。 学校では柔道部のキャプテン。食いしん坊。唯一パイロットスーツを着ておらず、普段着である学ランにゴーグルをつけただけの格好で出撃する。
竜崎テツヤ
声：松本保典
ジョーに変わってゲキガンチーム入りしたパイロット。スピードガンガーの操縦を担当する。顔に傷跡を持ち、常に葉っぱを銜えている。友人が人間爆弾にされたり、自分そっくりのロボットを作られるなど、不幸に見舞われる事が多い。

### 正義の仲間
国分寺博士
声：小杉十郎太
ゲキ・ガンガーを作り上げた、国分寺超研究所所長。
国分寺ナナコ
声：南央美
博士の娘。真冬でも「ヘソ出しルック」というファッション。性格はちょっぴりおてんば。自分の作ったしめ鯖が当たって搭乗不能になったケンたちに変わってゲキ・ガンガーの操縦をしたことも。
ジュンペイ
声：横山智佐
なぜかいつも研究所にいる少年。ナナコ・テンサイとともにゲキ・ガンガーに搭乗したことも。
テンサイ
声：松井菜桜子
その名の通り、天才少年。メガネがトレードマーク。ナナコ・ジュンペイとともにゲキ・ガンガーに搭乗したこともあり、ゲキガコスモの操縦も行う。
カウボーイ・ジョニー
声：置鮎龍太郎
アメリカからやってきた「テキサスロボ」のパイロット。ヒゲの剃り跡でアゴが青くなっている。
国分寺研究所の職員
声：うえだゆうじ
劇中では主にレーダーの監視を務めていた。

### キョアック星人
初代幹部は美形の皇子と側近の美女と老人の3人組、2代目幹部は王子一味に比べ冷酷非道な将軍である、地球を侵略する目的は地球を植民地支配する為である。制圧した他星の住民でも優秀ならコマンダーとして起用している。
ハイペリオン皇帝
声：田中信夫
地球征服を目論む総帥。部下であるアカラ王子・マッサカ将軍を失い、自ら出撃した月面での最終決戦ではスペースガンガーをあと一歩まで追い詰めるが、「助っ人」の登場もあって形勢逆転を許し、ついには敗れる。
アカラ王子
声：岡野浩介
地球侵略司令官としてメカ怪獣軍団を率いる。プライドが高い。劇場版ではゲキ・ガンガーチームと共同作戦を取った。地球では「阿唐銀二」を名乗り、ケンたちの学校のクラスメートになったことも。最後は自ら出撃し、ゲキ・ガンガーに敗れる。
ミーエ・ミーエ
声：岡本麻弥
アカラ王子の従女。王子に想いを寄せていた。王子の為にゲキ・ガンガーと戦い、命を落とす。忠誠心は高いが、見え見えな作戦を立てる。
ロウコッツ
声：置鮎龍太郎
アカラ王子の侍従で、参謀役でもあった。
魔将軍マッサカ
声：中嶋聡彦
アカラ王子亡き後の、2代目地球侵略司令官。序盤戦ではジョーの命を奪い、ゲキ・ガンガー3を破壊するほどの活躍を見せた。
シックース
声：陶山章央
サンタクロース型メカ怪獣・サタンクロックMを操る。その正体は捕われたナナコの兄・ロクロウだった。パチンコの演出にも「一番弱い相手」として登場するが、作中の人物紹介ではナナコとの関係に触れていない。
アクアマリン/ドルガー
声：水谷優子
アクアマリンは女パイロットで、不時着した際に記憶喪失になる。その時にケンに救われ、彼を好きになる。ドルガーは彼女の双子の姉でゲキ・ガンガーに挑む。アクアマリンは最後はケンをかばってドルガーを道連れに自爆した。
サファイヤ
声：桑島法子
キャラデザインは姫野美智によるもの。ジョーと同じジュエル星人。故郷はキョアック星人に征服され、アカラ王子の命令によって地球に侵攻する。そこで出会ったジョーに「共に故郷に帰ろう」と説得する。
団長、マッサカの副官
声：関智一
ジャシン大帝
声：田中信夫
劇場版に登場する、超古代縄文帝国の総帥。地球侵略の為に突如現れた。自らを「神」と名乗る。ゲキ・ガンガーの壁画は彼らが残していったものであった。また彼らはキョアック星人にとっても敵であり、宇宙の辺境である「暗黒紐宇宙」に送り込まれた原因であった。

## 登場メカ

### ゲキ・ガンガー3
古代人が残した壁画をもとに、国分寺博士が作り上げた合体ロボ。ゲキガニウム合金製。「熱血パワー」の持ち主でなければ操縦できない。
ゲキ・ガンガー3
ゲキガジェットを頭部とした形態。天空ケンがメインパイロットを勤める。ゲキ・ガンガーVもメイン形態の名称は“ゲキ・ガンガー”だが、劇場版や最終回などで2機が同時に登場した際は、それぞれのゲキ・ガンガー形態自体を「ゲキ・ガンガー3」「ゲキ・ガンガーV」と呼び合うこともある。
主な武装は目から放つ「ゲキガンビーム」、ロケットパンチの「ゲキガンパンチ」（字幕スーパーを突き破ってパンチが飛び出すビジュアルがある）、肩から発射される刃物状の光線「ゲキガンカッター」、初期のフィニッシュブローで、「熱血斬り」で敵を裂く「ゲキガンソード」、さらに国分寺博士が「ナデシコ」の「ディストーション・フィールド」を参考にして開発した体当たり攻撃「ゲキガンフレア」。
27話で宇宙メカ怪獣の攻撃で大破するが最終回である人物が乗って、スペースガンガーの救援に現れる。
ウミガンガー
ゲキガマリンを頭部とした形態。海燕ジョーがメインパイロットを務める。水中戦が得意。
主な武装は肩から2つの渦を作り出す「ゲキガンサイクロン」、腕から発射される「ゲキガンネット」、さらにネットへの電撃「ゲキガンショック」。スピード戦が得意で、高速移動によって分身を生み出す「ゲキガンビジョン」で敵の攻撃を回避、撹乱する。
リクガンガー
ゲキガタンクを頭部とした形態。大地アキラがメインパイロットを勤める。陸戦が得意。また。主な武装は背中に取り付けた「ゲキガンミサイル」。また、アキラが得意とする柔道の技を応用した必殺技「武蔵野地獄巡り」がある。

### ゲキ・ガンガーV
ゲキガニウム合金の強度をアップした「超ゲキガニウム合金」製。ゲキ・ガンガー3と異なり、モーフィング変形を用いない合体システムを採用している。これは、ゲキ・ガンガーVが玩具での変形･合体を再現できるようにデザインされているためである。
ゲキ・ガンガーV
ゲキガドリルを頭部とした形態。空中戦を得意とする。ゲキ・ガンガー3同様に3形態の中で最も武器や技が多い。天空ケンがメインパイロットを勤める。
主な武装は電磁波を帯びたアメリカンクラッカー型兵器「超熱血クラッカー」、胸から発射される高熱光線「ゲキガンファイヤー」、肩からドリルを露出させ、高速回転で体当たりするフィニッシュブロー「ゲキガンスピン」。また、最終話でゲキ・ガンガー3のゲキガンソードを借りての必殺技「超熱血斬り」を使っている。
スピードガンガー
ゲキガマッハを頭部とした形態。水中戦を得意としている。ウミガンガー同様高速戦闘を得意とし、それを応用した「鯉の滝登り」という必殺技も披露している。竜崎テツヤがメインパイロットを務める。
パワーガンガー
ゲキガクラッシャーを頭部とした形態。地上戦を得意としている。背部のドリルを使用しての地中戦も可能。「武蔵野地獄巡り」もパワーアップした。大地アキラがメインパイロットを勤める。
スペースガンガー
ゲキ・ガンガーVと支援メカ「ゲキガコスモ」と合体した宇宙用形態。単独での大気圏離脱が可能で、月を往復できるほどの航行能力をもつ。ゲキガコスモが背部と胸部を覆うように合体しているため、胸の文字が「V」から「S」に変わっている。ただし、ゲキ・ガンガーV以外の合体はできず、分離変形機能も使えなくなる。
ドラゴンガンガー（劇中未使用）
劇中未使用（という設定）の最強形態。ゲキガンガーVに支援メカ「ゲキガビック」が合体した姿。ナデシコ本編第12話でコンピューター「オモイカネ」内をイメージしたヴァーチャル空間で、オモイカネの自衛本能が作り出したゲキ・ガンガー3に対抗するためにアキトの記憶から呼び出され、その姿を現した。
ゲキ・ガンガーV合体時にゲキガビックはゲキガコスモよりも細かく分割され、それぞれのパーツが両足･両腕･胸部･背部を構成、さらに竜の頭部を模したヘルメットをかぶることで完成する。ドラゴンガンガーはゲキ・ガンガーVに比べて、より攻撃的なデザインとなっており、設定上でも「最強の攻撃力を持つ形態」と説明されている。必殺技は胸から発射する熱線「ドラゴンブレスト」。スペースガンガー同様、合体できるのはゲキ・ガンガーVのみである。

### キョアック星メカ
メカ怪獣
地球侵略の為、アカラ王子の指揮の下にミーエ・ミーエやロウコッツが繰り出してくる侵略メカ。ゲキ・ガンガー第1-26話の敵。
モチーフは生物であったり、サンタクロースや侍やツタンカーメン、元旦(正月飾り)等多岐に渡る。
名前の最後にアルファベットと数字が付くものが多い。
ただし数字のみ、またはアルファベットのみ(サタン・クロックM、ボンテージZなど)が付くメカ怪獣もいる。
また第21話登場のゲモゲモには数字もアルファベットも付かない。
宇宙メカ怪獣
地球侵略の為、マッサカ将軍が繰り出してくる侵略メカ。ゲキ・ガンガー第27-39話の敵。メカ怪獣より性能が高い。
27話ではその圧倒的な戦闘力でゲキ・ガンガー3は大破。コクピットを貫かれ重傷を負ったジョーの決死の覚悟ではなった、ゲキガンフレアで半ば相打ちで、最初の侵攻を食い止めるもジョーは戦死する。
モチーフは星座であり当初12体と思われていたが、第38話において最後の2体を倒したゲキ・ガンガーの前に、マツサカ将軍自らが搭乗する幻の13番目の星座をモチーフにした宇宙メカ怪獣「ヘビツカイン10」が現れた。
ビッグアカラスペシャル
TV版に登場するアカラ王子専用マシン。パチンコなどの媒体では「アカラスペシャル」と表記されている。
アカラ王子自身を模した姿をしており、手首を引っ込め代わりにゲキガニウム合金の腕をも切り裂く剣が出てくるなどの複数の武装を持つ。
地球研究の為に視聴した『機動戦艦ナデシコ』の「ディストーションフィールド」を参考にした武装が装備されている(アカラ王子もその武装を「ディストーションフィールド」と呼称している)。これを使い、ゲキ・ガンガー3のゲキガンソード熱血斬りを破っているが、新兵器のゲキガンフレアの前に破壊される。
グレートアカラロボ
劇場版に登場するアカラ王子専用マシン。ビッグアカラスペシャルとの外見上の差異はほとんどない。
ビッグアカラスペシャルと同じく手首を引っ込める事で剣を出す事が出来るが、同様に引っ込めた手首の場所からワイヤーアンカー「グレートキャプチャー」を射出する事が出来る。グレートキャプチャーからは、対象を捉えその先端から冷凍ガスを噴出して凍結させる「フリーザーコード」も使用できる(これらの装備がビッグアカラスペシャルにあるかは不明)。また、ビッグアカラスペシャルに引き続き、ディストーションフィールドを使う事も出来る。
ハイペリオンロボ
キョアック星皇帝ハイペリオンが乗る大型マシン。ゲキ・ガンガー3のOPにも登場。
皇帝のものと別の機体かどうか不明だが、アカラ王子が地球攻略用の移動要塞として使用している。
ロボの額にアカラ王子が付ける頭飾りと同じ角がある。
パチンコの演出においては、武装として口から発射されるレーザー砲と目から発射される超音波ビームがある。
守護神ロボ・ウラーガ
最終話にてハイペリオン皇帝が使用したマシン。メカ怪獣軍団を引き連れスペースガンガーを大破寸前まで追いつめた。
また第34話にも「守護神ロボ」と呼ばれるメカが登場しているがこちらとの関係は不明。

### その他のメカ
国分寺超研究所
ゲキ・ガンガーの基地でもある。建物はゲキ・ガンガーの頭部に似た形状で、中心に巨大パラボラアンテナを装備。敵の襲来時にはバリヤーを張って防戦する。なおゲキガマシンは建物の地下にある格納庫から秘密ルートを通り、海辺の断崖にある出口から出撃する。
ゲキガボーイ
第29話以降に登場したジュンペイ専用のマスコットロボ。
テキサスロボ
アメリカで作られたロボットでカウボーイ・ジョニーが搭乗する。
ゲキ・ガンガーを上回る戦闘能力を見せ付けるが、接近戦に弱い弱点をつかれピンチに陥った所をゲキ・ガンガーに助けられ和解する。
劇場版ではアメリカを襲った超古代メカ怪獣との戦闘で破壊されたという報告が入るシーンがある。
ウラーガ
現代に復活した超古代縄文人が使用するメカ。巨大な竜のような姿をしている。
ゲキ・ガンガーを設計した超古代縄文人の切り札であり強力な力を持ち、マグマの活動を操って富士山を噴火させる事さえ出来る。
しかし国分寺博士が独自にゲキ・ガンガーに組み込んだ現代人類の力「熱血パワー」を使用する事は出来ず、ゲキ・ガンガー3と完成したばかりのゲキ・ガンガーVの合体攻撃「ダブルゲキガンスパーク」の前に敗れる。
超古代メカ怪獣
現代に復活した超古代縄文人の侵略メカ。キョアック星人のメカ怪獣や宇宙メカ怪獣以上の力を誇る。
またメカ怪獣・宇宙メカ怪獣と違い知性があり、喋る事も出来る。

## スタッフ
『ナデシコ』第14話より。
- 企画：くろぼりさとる、西矢倉千穂、南極七郎
- 原作：地別九郎
- 原案：銅鑼欣、スタジオ雄
- 連載：『少年エース』『Newtype』他
- 脚本：三陽五郎
- キャラクター設計（アニメーション）：近衛真守
- 美術設計：善福寺ケレル
- 音楽：服部隆之
- 主題歌
  - OP『レッツゴー ゲキガンガー3』（作詞：松葉美保、作曲：今泉洋、うた：金田めろん）

## 放送リスト（劇中設定）
1. 無敵! ゲキ・ガンガー発進!!
2. 決戦! 三大メカ怪獣!!
3. 特訓! ゲキガン・ケンダマ
4. やぶれたり! 熱血合体!!
5. 母さん見てくれ!炎の四十八手!!
6. 超研究所大爆発!!
7. アメリカからきたライバル
8. 親子メカ怪獣の涙
9. キョアック星からの逃亡者
10. 子供たちの夢を守れ! 瓦礫の下のアニメスタジオ
11. 衝撃! ゲキ・ガンガーは人類の敵
12. 大逆転! ゲキガン・ヌンチャク
13. 聖夜の悲劇! サタン・クロックM!!
14. 元旦の夜メカ怪獣が来る
15. 大公開! ゲキガン大百科
16. 大ピンチ! 出撃、ナナコゲキ・ガンガー!!
17. 迫る悪魔の手! 緑の野が消える!?
18. 天才科学者クラークの挑戦
19. 南十字星に誓った友情
20. 孤独な暗殺者! スナイパーT7!!
21. 思い出は銀河の彼方へ
22. 激突! サムライ・ケン対アカラ・メカ怪獣
23. 博士を狙うキューピット?
24. ケンよ、心の扉を解き放て!
25. 宿命の対決! ケンVSアカラ!
26. 大爆発! くたばれキョアック星人
27. 壮烈!! ゲキ・ガンガー炎に消ゆ!!
28. よみがえれ! 我等のゲキ・ガンガー
29. ピンチを救った珍戦士
30. 戦火の友情! 我ら花の応援団
31. 日本列島沈没作戦!
32. 悲しみの人間爆弾
33. 聖少女アクアマリンの微笑み
34. 悪夢!! 異次元よりの侵略者
35. 発進せよ! スペースガンガー!!
36. 奇策! テツヤロボ大行進
37. びっくりツチノコ大怪獣
38. 待ったなし! キョアック軍団地球征服!!
39. 大決戦! ゲキ・ガンガーよ永遠に

映画・ゲキ・ガンガー3 熱血大決戦!!

## OVA
1998年2月21日発売。2010年に『機動戦艦ナデシコ』のDVDおよびブルーレイBOXが発売された際には特典ディスクとして収録されている。
内容は蜥蜴戦争終結後の2198年、結婚パーティーを控えたユリカとアキトがルリ・ミナトとともにゲキ・ガンガーの映画を見に行くという設定である。映画は第一部がテレビ版の総集編、第二部が「幻の劇場版」のオリジナルネガをネオプリントしたものとなっている。

### スタッフ (OVA)
- プロデューサー：高橋豊（MOVIC)、羽原信義（XEBEC）
- 脚本：小黒祐一郎
- キャラクター設計：近衛真守
- 音楽：服部隆之（サウンドトラック：スターチャイルドレコード）
- 製作：キングレコード、MOVIC、XEBEC、ING
- 主題歌・挿入歌
  - OP『正義のロボット ゲキ・ガンガー3』（作詞：潮方夜詩香、作曲：服部隆之：編曲：手塚理、うた：ささきいさお）
  - 『勝利のVだ!ゲキ・ガンガーV』（作詞：荒川稔久とゲキガン文芸部、作曲：今泉洋、編曲：手塚理、うた：ささきいさお）
  - 『飛翔け（はばたけ）!ゲキ・ガンガー3』（作詞：松葉美保、作曲：佐藤英敏、編曲：瀬田啓二、うた：金田めろん）

## 関連作品
ゲーム『機動戦艦ナデシコ The blank of 3years』の隠しシナリオ「ゲキガンシティの“ひみつ”」では月面にテーマパーク「ゲキガンランド」が作られており、そこで実写版ゲキ・ガンガーの撮影が行われているという設定になっている。出演する俳優たちは「アニメから抜け出したように瓜二つ」で、ゲキ・ガンガー本編におけるキャラクターデザインや担当声優がそのまま引き継がれている。
『機動戦艦ナデシコ』とのタイアップで製作されたパチンコ『CRフィーバー機動戦艦ナデシコ』では、突然確変突入後の「ゲキ・ガンガーモード」に登場し、その演出のために新作映像が製作された。